# Banneu
Ne doit pas être confondu avec Banneux.
Banneu est une ville de la Région des Dix-Huit Montagnes, située à l'ouest de la Côte d'Ivoire, dans le département de Zouan-Hounien, dont elle est l'une des sous-préfectures.